# На золотом озере
«На золотом озере» (англ. On Golden Pond) — американский драматический художественный фильм 1981 года, обладатель трёх премий «Оскар», снятый режиссёром Марком Райделлом. Сценарий для фильма написан Эрнестом Томпсоном на основе своей одноимённой пьесы.
Фильм рассказывает о семейных взаимоотношениях дочери и её пожилого отца, профессора. Главные роли в этом фильме исполнили Кэтрин Хепбёрн, Генри Фонда и Джейн Фонда. Премьера фильма состоялась 4 декабря 1981 года в США.
Фильм посвящён памяти монтажёра Роберта Л. Вульфа, для которого он стал последним. Роль 80-летнего Нормана Тэйера-младшего оказалась также последней в карьере Генри Фонды и принесла ему многочисленные награды, в том числе премию «Оскар».

## Сюжет
Норман Тэйер и его жена Этель каждый год проводят свои летние каникулы в доме на золотом озере. На этот раз к ним приезжает их дочь Челси вместе со своим другом Биллом Рэем и его 13-летним сыном Билли.
Челси просит родителей присмотреть за мальчиком месяц, пока она с Биллом не вернётся из Европы. Норман (хоть и с некоторой неохотой) и Этель соглашаются.
Натянутые отношения отца и дочери смягчаются благодаря дружбе Нормана и Билли.

## В ролях
| Актёр             | Роль                 |
| ----------------- | -------------------- |
| Генри Фонда       | Норман Тэйер-младший |
| Кэтрин Хепбёрн    | Этель Тэйер          |
| Джейн Фонда       | Челси Тэйер Вэйн     |
| Дуг Маккеон       | Билли Рэй-младший    |
| Дэбни Коулмен     | Билл Рэй             |
| Уильям Ланто      | Чарли Мартин         |
| Кристофер Райделл | Самнер Тодд          |

## Награды и номинации
| Премия                              | Категория                         | Номинант                       | Результат |
| ----------------------------------- | --------------------------------- | ------------------------------ | --------- |
| «Оскар»                             | Лучший фильм                      | Брюс Гилберт                   | Номинация |
| «Оскар»                             | Лучший режиссёр                   | Марк Райделл                   | Номинация |
| «Оскар»                             | Лучшая мужская роль               | Генри Фонда                    | Победа    |
| «Оскар»                             | Лучшая женская роль               | Кэтрин Хепбёрн                 | Победа    |
| «Оскар»                             | Лучшая женская роль второго плана | Джейн Фонда                    | Номинация |
| «Оскар»                             | Лучший адаптированный сценарий    | Эрнест Томпсон                 | Победа    |
| «Оскар»                             | Лучшая музыка к фильму            | Дейв Грусин                    | Номинация |
| «Оскар»                             | Лучшая операторская работа        | Билли Уильямс                  | Номинация |
| «Оскар»                             | Лучший монтаж                     | Роберт Л. Вульф (посмертно)    | Номинация |
| «Оскар»                             | Лучший звук                       | Ричард Портман, Дэвид М. Ронн  | Номинация |
| «Золотой глобус»                    | Лучший фильм — драма              |                                | Победа    |
| «Золотой глобус»                    | Лучший режиссёр                   | Марк Райделл                   | Номинация |
| «Золотой глобус»                    | Лучшая мужская роль — драма       | Генри Фонда                    | Победа    |
| «Золотой глобус»                    | Лучшая женская роль — драма       | Кэтрин Хепбёрн                 | Номинация |
| «Золотой глобус»                    | Лучшая женская роль второго плана | Джейн Фонда                    | Номинация |
| «Золотой глобус»                    | Лучший сценарий                   | Эрнест Томпсон                 | Победа    |
| BAFTA                               | Лучший фильм                      | Брюс Гилберт                   | Номинация |
| BAFTA                               | Лучший режиссёр                   | Марк Райделл                   | Номинация |
| BAFTA                               | Лучшая мужская роль               | Генри Фонда                    | Номинация |
| BAFTA                               | Лучшая женская роль               | Кэтрин Хепбёрн                 | Победа    |
| BAFTA                               | Лучшая женская роль второго плана | Джейн Фонда                    | Номинация |
| BAFTA                               | Лучший сценарий                   | Эрнест Томпсон                 | Номинация |
| Национальный совет кинокритиков США | Лучшая мужская роль               | Генри Фонда                    | Победа    |
| Национальный совет кинокритиков США | ТОП 10 лучших фильмов года        |                                | Победа    |
| Премия Гильдии режиссёров США       | Лучший режиссёр                   | Марк Райделл                   | Номинация |
| Премия Гильдии сценаристов США      | Лучшая адаптированная драма       | Эрнест Томпсон, Дональд Стюарт | Победа    |